# Complementor Relationship Management
Complementor Relationship Management, kurz CoRM (dt. Komplementorenbeziehungsmanagement) bezeichnet das Management der Geschäftsbeziehung  zu Komplementoren. Unter dem Management von Geschäftsbeziehungen (Relationship Management) werden allgemein alle Managementaktivitäten verstanden, die eine Abstimmung von Zielen und Leitbildern mehrerer Unternehmen verfolgen sowie einer Identifikation, Selektion, Planung, Steuerung und Kontrolle von Geschäftsverbindungen dienen.
Im Rahmen eines Complementor Relationship Managements werden demnach in Analogie zum Geschäftsbeziehungslebenszyklus von Lieferanten zum einen Ziele und Leitbilder zwischen Komplementoren abgestimmt. Dies basiert auf einer aktiven und strukturierten Suche nach aktuellen und potenziellen (zukünftigen) Komplementoren (Scouting-Phase) sowie einer Komplementorenbewertung und -auswahl. Zum anderen müssen Inhalte einer potenziellen Kooperation (z. B. Regeln, Verträge etc.) ausgehandelt und folglich optimiert und überwacht werden (Vereinbarungs-, Monitoring-/Controlling-Phase).
In Anlehnung an die etablierten Sparten des Business Relationship Management (insb. das Customer- und Supplier-Relationship Management, kurz CRM und SRM) wird das Complementor Relationship Management als CoRM abgekürzt. Es handelt sich um eine relativ junge Sparte des Beziehungsmanagements. Den Ursprung des Geschäftsbeziehungsmanagement bildet das SRM.
Ausgangspunkt aller Komplementorenbeziehungen sind nicht hochgradig organisierte Transaktionsbeziehungen, sondern vielmehr faktisch existierende Vernetzungen, die sich durch die Komplementarität der angebotenen Güter ergeben. CoRM setzt somit im Gegensatz zum CRM und SRM keine Transaktionen (Austauschbeziehungen Leistung gegen Geld) voraus. Das Beziehungsmanagement kann auch einseitig erfolgen, z. B. indem ein Komplementor seine Produktstrategie auf Kompatibilität zu bestimmten komplementären Gütern ausrichtet oder sich in lokaler Nähe zu seinem Komplementor ansiedelt (z. B. ein Hotel in der Nähe eines Flughafens).

## Hintergrund und Stellenwert

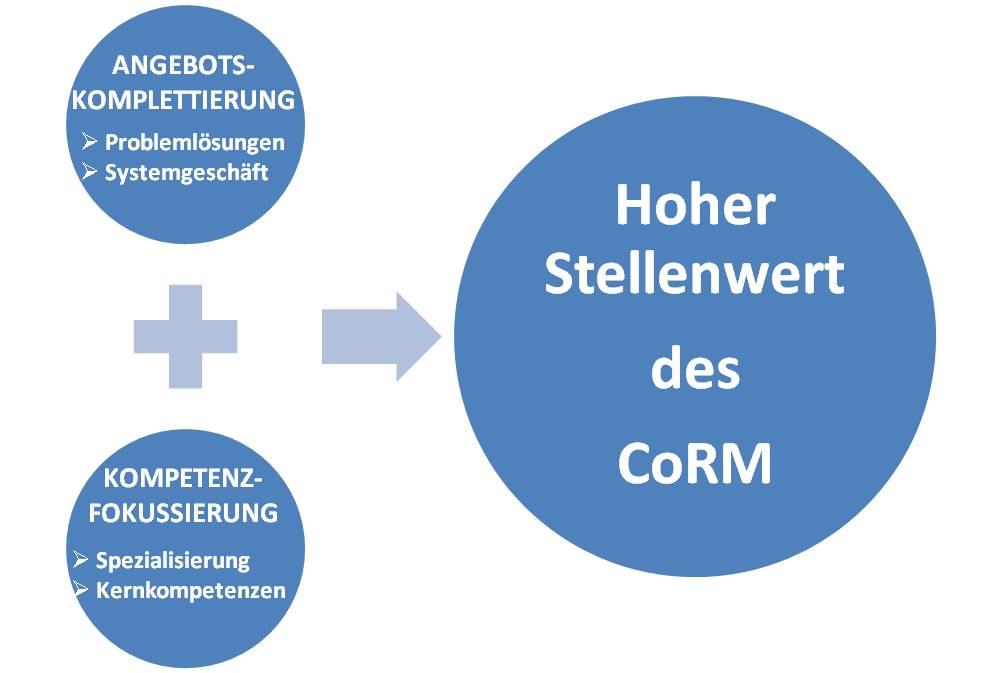
Stellenwert des Complementor Relationship Management

In zahlreichen Wertschöpfungsfeldern wie z. B. Kommunikation und Informationsverarbeitung, Mobilität oder Gesundheit treten komplexe (Kunden-)Bedarfe auf, die nur durch ein Paketangebot mehrerer komplementärer Sach- und Dienstleistungen gedeckt werden können. Da sich die Anbieter dieser Leistungen auf ihre Kernkompetenzen fokussieren, müssen selbständige und spezialisierte Anbieter „zusammenarbeiten“. Diese Konstellation aus komplexen Kundenbedarfen und der Kernkompetenzfokussierung führt zu einem hohen Stellenwert der Geschäftsbeziehung zwischen den Komplementoren (siehe Grafik). Daraus entsteht ein hoher Bedarf an Abstimmung und Koordination zwischen den Akteuren, was Gegenstand des CoRM ist.

## Aufgabengebiete (Domänen des Complementor Relationship Management)
Die Aufgabengebiete des CoRM bestehen aus folgenden Domänen des organisatorischen Beziehungsmanagement:

### Konfigurationsmanagement
Ein Anliegen dieser Domäne des Beziehungsmanagements ist die Identifikation aller aktuellen und potenziellen Komplementoren. Die Identifikation von Komplementoren ist komplexer als die Identifikation von Lieferanten, da der Bedarf an Komplementen insb. von der Kundenpräferenz abhängt und unterschiedliche Kunden ganz unterschiedliche Bedarfe an komplementären Leistungen haben können. Z. B. ist für Geschäftskunden von IT-Lösungen die Sicherheit von Geschäftsdaten unabdingbar, bei Privatkunden stehen günstige Finanzierungskonditionen im Vordergrund. Der Bedarf an Zulieferteilen und -baugruppen und damit die Lieferanten dieser Leistungen lassen sich z. B. durch die Aufstellung einer Stückliste genau bestimmen. Zudem kann der Bedarf an komplementären Leistungen beim Kunden nur latent vorhanden sein, d. h., er manifestiert den Bedarf an komplementären Leistungen teils gar nicht. Ein Unternehmen muss dann zunächst herausfinden, welchen Bedarf der Kunde (auch in Zukunft) an komplementären Gütern hat. Dies kann z. B. durch Analysieren von im analytischen CRM-System  gesammelten Daten erfolgen. Dann ist zu identifizieren, welche Komplementoren diese Leistungen anbieten (können).
Im Sinne des Konfigurationsmanagements kann z. B. ein Softwareunternehmen auf Fachmessen (etwa auf der CeBIT) potenzielle Komplementoren identifizieren (z. B. andere Softwareanbieter, Hardware-Anbieter, Intermediäre wie Anbieter von Abrechnungssystemen etc., siehe auch die Instrumente zur informatorischen Fundierung unten).
Im Rahmen des Konfigurationsmanagements werden Aktivitäten durchgeführt, die z. B. aus der Wettbewerbsforschung (engl. Competitive Intelligence) oder der Beschaffungsmarktforschung bekannt sind.
Im Rahmen des Konfigurationsmanagements werden die identifizierten Komplementoren dann bewertet. Als Fundus für Bewertungsinstrumente dient die Lieferantenbewertung, allerdings unterscheiden sich die Kennzahlen, Kriterien, Faktoren und Merkmale anhand derer die Komplementoren bewertet werden sollen. Für die Auswahl von Komplementoren ist nicht die absolute Leistung eines Komplementors ausschlaggebend (z. B. die Qualität einer Software oder eine möglichst schnelle Platzierung des Produkts am Markt), sondern wie „gut“ die Komplementärleistung mit der Referenzleistung integriert ist (z. B. dass die Software kompatibel zu anderer Software wie Betriebssystemen oder auch zu Hardware ist oder eine synchrone Markteinführung). Die Auswahl bzw. Selektion geeigneter Kooperationspartner kann z. B. mit Hilfe eines Anforderungsprofils oder Check-Listen sowie Schwachstellen-Katalogen erfolgen.
Eine systematische Bewertung von Komplementoren ist auch der Ausgangspunkt einer Klassifikation der Komplementoren in Gruppen oder Cluster z. B. analog zur Kundensegmentierung oder der Einteilung von Lieferanten in A-, B- und C-Lieferanten. Die Klassifikation in A-, B- und C-Komplementoren kann nach unterschiedlichen Kriterien erfolgen. Z. B. kann der Nutzenbeitrag für den Kunden ermittelt werden, den die komplementäre Leistung stiftet, z. B. ein Autoreinigung stiftet eher einen geringen Nutzenbeitrag gemessen am Nutzen den z. B. die Kraftstoffversorgung stiftet.
In Anlehnung an Lieferanten- oder Kundenportfolios kann ein Komplementorenportfolio erstellt werden, in dem die Komplementoren z. B. in den Dimensionen „Integration“ (aufgebaute Gemeinsamkeiten wie z. B. integrierte Planungs- und Controllingsysteme etc.) und „Interdependenz“ (Leistungs- bzw. Geschäftsabhängigkeit) positioniert werden (vgl. hierzu die Zusammenstellung auf dem Blog: Complementor Relationship Management und hier insb. das Thema Diagnose: Complementor Intelligence).
Auf Basis der Klassifikation kann zum einen eine Selektion, d. h. Auswahl bestimmter Komplementoren (z. B. von A-Komplementoren) vorgenommen werden. Zum anderen kann im Sinne des Managements eines Portfolios von Geschäftsbeziehungen eine Fokussierung der Managementkapazitäten auf Geschäftsbeziehungen und -partner erfolgen, die ein hohes Geschäftspotenzial bieten (siehe Ziele des CoRM).
Das Konfigurationsmanagement schafft die Voraussetzung für das Interaktionsmanagement als weitere Domäne des CoRM. Durch Aktivitäten im Rahmen des Konfigurationsmanagements wie etwa Beobachtung, Marktforschung oder Messebesuche, können z. B. das Verhalten der Parteien sowie konfigurationsrelevante Technologietrends (z. B. Konvergenz, die u. a. in geänderten Anbieterstrukturen mündet) entdeckt werden, was als Ausgangspunkt für das Interaktionsmanagement dient.

### Interaktionsmanagement
Die Domäne Interaktionsmanagement umfasst das Geschäftsprozessmanagement z. B. die Informationsgewinnung oder Einflussnahme etwa im Rahmen von Verhandlungen sowie die Schaffung von Gemeinsamkeiten und von Transaktionen zwischen Akteuren.
Die Managemententscheidungen von Komplementoren sind untereinander vernetzt, da sie sich gegenseitig beeinflussen z. B. Entscheidungen bzgl. der Markteinführung, Produktgestaltung oder Standortentscheidungen. Diese Interaktionsvernetztheit mündet nicht in einer Austauschbeziehung (Geld gegen Leistung) zwischen den Komplementoren. Vielmehr besteht das Interaktionsmanagement aus einer gegenseitigen Anpassung an den Komplementor bzw. dessen (strategische) Entscheidungen. Ein Beispiel einer solchen Anpassung ist, wenn Videospielhersteller- bzw. herausgeber zur Markteinführung einer neuen Spielekonsole-Generation zeitgleich kompatible Spiele auf den Markt bringen. Die „unabhängigen“ Interaktionen der Akteure wirken sich jedoch auf die anderen Wertschöpfungsteilnehmer und insb. auf die Komplementoren bzw. deren wirtschaftliche Situation aus. Z. B. kann eine schlechte Qualität eines komplementären Guts dazu führen, dass der Kunde die gesamte Leistungskonfiguration nicht erwirbt (z. B. wenn nicht ausreichend Internetbandbreite verfügbar ist und hierdurch Internet-Services nicht in Anspruch genommen werden) oder der Absatz eines Produktes steigt, da der Komplementor den Preis des Komplements gesenkt hat. Man spricht hier von sog. externen Effekten, die der Ausgangspunkt des Interaktionsmanagements sind. Die (einseitigen) Koordinations- bzw. Integrationsbemühungen münden nicht in Verhandlungen und Verträgen zwischen den Komplementoren.
Durch eine bilaterale und kooperative Abstimmung in Form von Verhandlungen, Meetings, Workshops, Arbeitskreisen etc. kann die Zusammenarbeit zwischen den Komplementoren bzw. die Integration der komplementären Leistungen verbessert werden. Komplementoren entwickeln hierzu gemeinsame Standards, betreiben gemeinsam Forschung und Entwicklung zu gemeinsamen Forschungsthemen (z. B. der Modularisierung der Leistungen) oder investieren in einen Vertrauensaufbau, insb. um Transaktionskosten zu senken (Je höher das Vertrauen, umso leichter ist es, Transaktionspartner zu gewinnen).
Im Rahmen des Interaktionsmanagement werden zudem die Leistungsparameter (z. B. der Marketing-Mix) zwischen den Komplementen abgestimmt, um den Kundenbedarf bestmöglich decken zu können. Dabei werden die Preise, die Werbung, die Vertriebskanäle sowie Produktparameter nicht für die Komplemente getrennt, sondern integriert gestaltet. Das mündet in einem integrierten Marketing-Mix also in Bündelpreise, gemeinsame Werbeaktivitäten oder gemeinsame Vertriebskanäle.

## Ziele
Komplementäre Leistungskonfigurationen machen eine unternehmensübergreifende Abstimmung (Koordination bzw. Integration z. B. bzgl. der Kompatibilität) von mindestens zwei Leistungen erforderlich. Grundsätzlich können die komplementären Leistungen auch von einem Unternehmen angeboten werden. Gegen dieses Komplettanbietermodell sprechen aber mehrere Aspekte wie z. B. Kompetenzbarrieren oder auch hohe Kosten für einen Kompetenzaufbau bei einem Anbieter sowie das (Absatz-)Risiko.
Sind die Leistungen gut aufeinander abgestimmt, kann ein Chancenpotenzial (z. B. zusätzlicher Umsatz) erschlossen werden. Empfiehlt ein Komplementor eine spezielle komplementäre Leistung, steigt der Absatz des Anbieters der komplementären Leistung (horizontales Cross-Selling).
Andererseits bestehen auch Risiken, wenn die komplementären Leistungen z. B. bzgl. der zeitlichen Verfügbarkeit nicht gut aufeinander abgestimmt sind. Dies war der Fall bei der Markteinführung von HDTV-Geräten und Fernsehprogrammen in HD (High Definition).
Das Ziel des CoRM ist diese Chancen zu erschließen und Risiken zu vermeiden. Das Chancen- und Risikenpotenzial wird in folgender Tabelle anhand einiger Beispiele dargestellt:
|                         | Chancenpotenzial                                     | Risikenpotenzial                                              |
| ----------------------- | ---------------------------------------------------- | ------------------------------------------------------------- |
| Abstimmung der Mengen   | z. B. Absatzsteigerung                               | z. B. Horizontaler Bullwhip-Effekt                            |
| Abstimmung der Preise   | z. B. Bündelpreise                                   | z. B. Kundenbudget für das Leistungsbündel wird überschritten |
| Abstimmung der Qualität | z. B. Schnittstellenstandards, hohe Integralqualität | z. B. Vertrauensverlust in das Leistungsbündel                |
| Terminliche Abstimmung  | z. B. Synchronisierte Angebote                       | z. B. Verzögerte Marktdurchdringung                           |
| Abstimmung der Kosten   | z. B. Economies of Scope                             | z. B. Kosten durch Produktflops                               |

Quelle: Reiss

## Werkzeuge
Es existiert ein Fundus an Werkzeugen und Instrumenten für die Planung und das Controlling von Leistungsangeboten z. B. aus dem Supply Chain Management, welche die Basis für die Integration von komplementären Leistungskonfigurationen darstellen. Dabei müssen existierende Werkzeuge auf die Spezifika des CoRM angepasst werden, z. B. darauf, dass keine Transaktionsbeziehung zwischen den Komplementoren vorliegt. Die Toolbox des CoRM setzt sich aus drei Instrumentenkategorien zusammen:

### Instrumente zur informatorischen Fundierung
Leistungsseitig wird mit diesen Instrumenten Wissen über komplementäre Leistungen erhoben. Dabei gilt es zunächst zu ermitteln, welche Leistungen überhaupt vom Kunden als komplementär wahrgenommen werden. Diese Instrumente sind der Domäne Konfigurationsmanagement zuzuordnen. Es existieren ferner Instrumente zur Erhebung von Informationen über die Komplementoren z. B. über deren Absatzmenge, -strategien, F&E Aktivitäten oder auch über deren Reaktionen auf Aktivitäten anderer Marktteilnehmer. Zum Einsatz kommen u. a. strategische Diagnoseinstrumente wie Früherkennungssysteme oder auch SWOT-Analysen.

### Instrumente zur Bedarfsplanung
Welche Absatzmenge eines Primärprodukts (z. B. eines Laptop oder eines KfZ) welche Absatzmenge eines Komplements (z. B. eine Laptop-Maus, unterschiedlichste Software-Applikationen oder Kraftstoffmengen, Kindersitze und anderes KfZ-Zubehör) ermöglicht, lässt sich weniger eindeutig ermitteln als die Sekundär- und Tertiärbedarfe im Beschaffungsmanagement. Der Bedarf an komplementären Leistungen ist nicht hochgradig determiniert (z. B. durch eine Stückliste), sondern hängt von den stark variierenden Präferenzen unterschiedlicher Kundengruppen ab. Z. B. ist für den einen Kunden ein Videofilm eine komplementäre Ergänzung zum Kinofilm, für einen anderen Kunden ersetzt der Videofilm den Kinobesuch, was eine substitutionale Beziehung darstellt.
Aus der IT-Branche ist z. B. das Kundenverhalten „Leapfrogging“ bekannt, das ebenso eine exakte Bedarfsermittlung erschwert. Auch technologische Veränderungen wie z. B. im Personal Computing die Markteinführung von Tablets, Smartphones etc. verändern zudem den Bedarf an komplementären Produkten (z. B. steigt durch die mobilen Endgeräte der Bedarf an Breitbandübertragungskapazitäten, der Bedarf für externe Eingabegeräte wie eine Maus sinkt, wenn zunehmend Touch Displays verbaut werden). Methoden der Bedarfsermittlung sind etwa die RSU-Analyse, sowie Lebenszyklus(kosten)betrachtungen.

### Instrumente zur Angebotsgestaltung
Bei der Angebotsgestaltung ist insbesondere die Preisgestaltung für die Leistungskonfiguration herausfordernd, da der Kunde die Konfigurationsbestandteile zumeist unterschiedlich stark wertschätzt. Instrumente, die hier zum Einsatz kommen sind z. B. die retrograde Preisermittlung im Rahmen eines Target Costing.
Anhand einer Conjoint-Analyse kann man die Zahlungsbereitschaft des Kunden für die Konfigurationsbestandteile auf Basis der Nutzenbeurteilung des Kunden ermitteln.
Nicht zuletzt muss geklärt werden, wie eine (aufwands-)gerechte Verteilung der gemeinsam erwirtschaften Erlöse erfolgen soll. Neben Provisionszahlungen für die Vermittlung eines Kunden kann eine Ermittlung z. B. in Anlehnung an die Ermittlung konzerninterner Verrechnungspreise geschehen.